# Línea 1 del Metro de Shanghái
La línea 1 es la línea principal norte-sur del Metro de Shanghái y fue la primera línea que abrió, en 1993. Discurre desde Calle Fujin en el norte hasta Xinzhuang en el sur que es la única estación de transferencia para la línea 5 ahora, pasando por la Estación de Trenes de Shanghái. Toda la línea usa trenes de alta capacidad de tamaño A con 8 vagones. Esta línea añadió un sistema de transporte muy importante a la ciudad, haciendo mucho más cómodo el transporte entre casa y el trabajo a miles de habitantes de Shanghái. Es la única línea rentable del Metro de Shanghái.
El primer tren comienza a las 4:30AM y el último finaliza su recorrido a las 10:30PM, ambos en Calle Fujin.
Esta línea sirve muchos lugares importantes de Shanghái, incluida la Plaza del Pueblo, un importante intercambiador. Debido al gran número de lugares importantes por los que pasa, la línea está extremadamente ajetreada. El número de pasajeros diarios es de más de 1 460 000,.

## Historia
- 28 de mayo de 1993 - Abre la primera sección de la línea, desde Xujiahui hasta la Estación Sur de Trenes de Shanghái (antiguamente conocida como Xinlonghua).
- 10 de abril de 1995 - Abre toda la línea original, desde la Estación de trenes de Shanghái hasta Parque Jinjiang.
- 28 de diciembre de 1996 - Abre una sección separada al sur, desde Parque Jinjiang hasta Xinzhuang. Continúa la extensión por el norte de la Estación de Trenes de Shanghái.
- 1 de julio de 1997 - Se conectan las secciones sur y norte, formando una línea completa desde la Estación de Trenes de Shanghái hasta Xinzhuang.
- 28 de diciembre de 2004 - La línea va desde Gongfu Xincun hasta Xinzhuang tras abrir una extensión por el norte.
- 29 de diciembre de 2007 - Abre la segunda extensión por el norte; toda la línea discurre desde Calle Fujin hasta Xinzhuang.

## Estaciones
| Nombre de la estación Castellano | Nombre de la estación Hanzi | Transbordo                                   | Localización |
|                                  |                             |                                              |              |
| Xinzhuang                        | 莘庄                        |                                              | Minhang      |
| Waihuanlu                        | 外环路                      |                                              | Minhang      |
| Calle Lianhua                    | 莲花路                      |                                              | Minhang      |
| Parque Jinjiang                  | 锦江乐园                    |                                              | Xuhui        |
| Estación del Sur de Shanghái     | 上海南站                    | Shanghái Sur                                 | Xuhui        |
| Calle Caobao                     | 漕宝路                      |                                              | Xuhui        |
| Estadio Cubierto de Shanghái     | 上海体育馆                  |                                              | Xuhui        |
| Xujiahui                         | 徐家汇                      |                                              | Xuhui        |
| Calle Hengshan                   | 衡山路                      |                                              | Xuhui        |
| Calle Changshu                   | 常熟路                      |                                              | Xuhui        |
| Calle Shaanxi Sur                | 陕西南路                    |                                              | Huangpu      |
| Calle Huangpi Sur                | 黄陂南路                    |                                              | Huangpu      |
| Plaza del Pueblo                 | 人民广场                    |                                              | Huangpu      |
| Calle Xinzha                     | 新闸路                      |                                              | Huangpu      |
| Calle Hanzhong                   | 汉中路                      |                                              | Jing'an      |
| Estación de Shanghái             | 上海火车站                  | ** Shanghái * = transbordo fuera del sistema | Jing'an      |
| Calle Zhongshan Norte            | 中山北路                    |                                              | Jing'an      |
| Calle Yanchang                   | 延长路                      |                                              | Jing'an      |
| Mundo del Circo de Shanghái      | 上海马戏城                  |                                              | Jing'an      |
| Calle Wenshui                    | 汶水路                      |                                              | Jing'an      |
| Pengpu Xincun                    | 彭浦新村                    |                                              | Jing'an      |
| Calle Gongkang                   | 共康路                      |                                              | Jing'an      |
| Tonghe Xincun                    | 通河新村                    |                                              | Baoshan      |
| Calle Hulan                      | 呼兰路                      |                                              | Baoshan      |
| Gongfu Xincun                    | 共富新村                    |                                              | Baoshan      |
| Autopista Bao'an                 | 宝安公路                    |                                              | Baoshan      |
| Calle Youyi Oeste                | 友谊西路                    |                                              | Baoshan      |
| Calle Fujin                      | 富锦路                      |                                              | Baoshan      |
|                                  |                             |                                              |              |

### Estaciones importantes
- Estación de Shanghái. Conecta el metro con la principal estación de trenes de la ciudad, facilitando el transporte con otras provincias. Transbordo virtual con las líneas 3 y 4.
- Plaza del Pueblo. Esta estación sirve una zona de negocios y compras, y está también cerca de muchas atracciones turísticas, lo que hace que la estación esté muy concurrida durante todo el día. Transbordo con las líneas 2 y 8.
- Xujiahui. Es una zona de negocios y tiendas, también con atracciones turísticas como la Catedral de Xuijahui. Transbordo virtual con la Línea 9 y Línea 11.
- Estadio Cubierto de Shanghái. Esta estación se sitúa en el estadio homónimo y cerca de la mayor estación de autobuses regional y de larga distancia de la ciudad. Transbordo con la Línea 4.
- Estación del Sur de Shanghái. Esta estación sirve a la segunda estación de trenes de la ciudad, que comunica Shanghái con ciudades principalmente al sur. Transbordo con la Línea 3.
- Xinzhuang - Término sur de la Línea 1; transbordo con la Línea 5.

## Flota de vehículos
| Tipo   | Año de fabricación | Serie | Número | Configuración        | Notas                                                                          |
| ------ | ------------------ | ----- | ------ | -------------------- | ------------------------------------------------------------------------------ |
| Tipo A | 1992 - 1994        | DC01B | 10     | Tc+Mp+M+Mp+M+Mp+M+Tc | Fabricados por ADtranz y Siemens AG                                            |
| Tipo A | 1992 - 1994        | DC01C | 5      | Tc+Mp+M+Mp+M+Mp+M+Tc | Nuevos trenes reformados de 8 vagones, fabricados por Siemens AG y CSR Zhuzhou |
| Tipo A | 1998 - 1999        | AC01A | 8      | Tc+Mp+M+Mp+M+Mp+M+Tc | Fabricados por Siemens AG                                                      |
| Tipo A | 1998 - 2001        | AC01B | 12     | Tc+M+Mp+M+Mp+M+Mp+Tc | Fabricados por Siemens AG y CSR Zhuzhou                                        |
| Tipo A | 2006 - 2007        | AC06  | 16     | Tc+Mp+M+Mp+M+Mp+M+Tc | Fabricados por Shanghai Electric, CSR Puzhen y Alstom                          |

## Horarios[6]
| Primer tren — 7:00  |
| 9:30 — 16:30        |
| 19:30 — Último tren |

| Primer tren — 7:00  |
| 9:30 — 14:00        |
| 21:00 — Último tren |

| Primer tren — 8:00  |
| 21:00 — Último tren |

## Incidente
El 22 de diciembre de 2009, alrededor de las 5:50 AM, un fallo eléctrico en el túnel entre las estaciones de Calle Shaanxi Sur y Plaza del Pueblo provocó que varios trenes se detuvieran. Mientras que los carriles estaban en reparación, se produjo una colisión entre dos trenes de sentidos opuestos de la Línea 1, atrapando bajo tierra a decenas de pasajeros durante 2 horas y afectando a millones de pasajeros. No hubo heridos porque los trenes chocaron a baja velocidad, aunque la parte frontal de los trenes quedó muy dañada. El servicio reanudó alrededor de las 12:15 PM.